# Abraeomorphus himalayae
Abraeomorphus himalayae är en skalbaggsart som beskrevs av Yves Gomy 1980. Abraeomorphus himalayae ingår i släktet Abraeomorphus och familjen stumpbaggar. Inga underarter finns listade i Catalogue of Life.